# Белоока речна лястовица
Белооките речни лястовици (Pseudochelidon sirintarae) са вид птици от семейство Лястовицови (Hirundinidae), един от двата представители на подсемейство Речни лястовици.

## Разпространение
Видът е описан през 1968 година и е известен от само едно зимовище в Тайланд, като е възможно да е напълно изчезнал, тъй като не е наблюдаван след 1980 година, въпреки целенасоченото издирване в Тайланд и съседна Камбоджа.